# Quận Chester, South Carolina
Quận Chester là một quận trong tiểu bang Nam Carolina. Theo điều tra dân số năm 2000, quận có dân số 34.068 người; năm 2005 Cục điều tra dân số Hoa Kỳ ước tính dân số quận là 33.228 người,  Quận lỵ đóng ở Chester.6

## Địa lý
Theo Cục điều tra dân số Hoa Kỳ, quận có tổng diện tích 586 dặm Anh vuông (1.518 km²), trong đó, 581 dặm Anh vuông (1.504 km²) là diện tích đất và 6 dặm Anh vuông (15 km²) trong tổng diện tích (0,96%) là diện tích mặt nước.

### Các quận giáp ranh
- Quận York, South Carolina - Bắc
- Quận Lancaster, South Carolina - Đông
- Quận Fairfield, South Carolina - Nam
- Quận Union, South Carolina - Tây

### Các khu bảo tồn quốc gia
- Rừng quốc gia Sumter (một phần)

## Thông tin nhân khẩu
Theo cuộc điều tra dân số2 tiến hành năm 2000, quận này có dân số 34.068 người, 12.880 hộ, và 9.338 gia đình sinh sống trong quận này. Mật độ dân số là 59 người trên mỗi dặm Anh vuông (23/km²). Đã có 14.374 đơn vị nhà ở với một mật độ bình quân là 25 trên mỗi dặm Anh vuông (10/km²).  Cơ cấu chủng tộc của dân cư sinh sống tại quận này gồm 59,93% người da trắng, 38,65% người da đen hoặc người Mỹ gốc Phi, 0,33% người thổ dân châu Mỹ, 0,28% người gốc châu Á, 0,01% người các đảo Thái Bình Dương, 0,25% từ các chủng tộc khác, và 0,55% từ hai hay nhiều chủng tộc.  0,75% dân số là người Hispanic hoặc người Latin thuộc bất cứ chủng tộc nào.
Có 12,880 hộ trong đó có 32,90% có con cái dưới tuổi 18 sống chung với họ, 48,80% là những cặp kết hôn sinh sống với nhau, 18,60% có một chủ hộ là nữ không có chồng sống cùng, và 27,50% là không gia đình. 24,20% trong tất cả các hộ gồm các cá nhân và 9,90% có người sinh sống một mình và có độ tuổi 65 tuổi hay già hơn.  Quy mô trung bình của hộ là 2,62 còn quy mô trung bình của gia đình là 3,11,
Cơ cấu độ tuổi dân cư quận này như sau 26,90% dưới độ tuổi 18, 8,40% từ 18 đến 24, 28,20% từ 25 đến 44, 23,80% từ 45 đến 64, và 12,70% người có độ tuổi 65 tuổi hay già hơn.  Độ tuổi trung bình là 36 tuổi. Cứ mỗi 100 nữ giới thì có 92,50 nam giới. Cứ mỗi 100 nữ giới có độ tuổi 18 và lớn hơn thì, có 87,60 nam giới.
Thu nhập bình quân của một hộ ở quận này là $32.425, và thu nhập bình quân của một gia đình ở quận này là $38.087, Nam giới có thu nhập bình quân $30.329 so với mức thu nhập $21.570 đối với nữ giới. Thu nhập bình quân đầu người của quận là $14.709, Khoảng 11,90% gia đình và 15,30% dân số sống dưới ngưỡng nghèo, bao gồm 21,20% những người có độ tuổi 18 và 14,90% là những người 65 tuổi hoặc già hơn.

## Thành phố và thị trấn
- Chester
- Eureka Mill
- Fort Lawn
- Gayle Mill
- Great Falls
- Lowrys
- Richburg